# Tomoharu Hasegawa
Pour les articles homonymes, voir Hasegawa.
Tomoharu Hasegawa (長谷川 朝晴, Hasegawa Tomoharu), né à Yotsukaido (préfecture de Chiba) le 19 mars 1972, est un acteur japonais.

## Filmographie partielle

### Au cinéma
- 2000 : Supêsutoraberâzu : J-Six Babys
- 2003 : Kantoku kansen
- 2006 : Kikyû kurabu, sonogo : Murakami
- 2007 : Detective Story (探偵物語, Tantei monogatari?) de Takashi Miike
- 2008 : Happy Flight
- 2009 : Hijoshi zukan : Egawa
- 2009 : Yoru no kuchibue
- 2009 : Tenohira no shôsetsu
- 2009 : Happy Ending : Kuroda
- 2010 : Kazura
- 2010 : Heaven's Story (Hevunzu sutôrî)
- 2012 : Asu wo akiramenai - gareki no naka no shimbunsha - kahoku shimpo no ichiban nagai hi
- 2013 : School Girl Complex
- 2016 : Kanon
- 2016 : Otou-san to Itou-san
- 2017 : Kokoro ni fuku kaze
- 2020 : Fancy

### À la télévision
- 2005 : Hana Yori Dango (Boys Over Flowers) (série télévisée, 1 épisode)
- 2005 : Brother Beat (série télévisée) : Morimura
- 2007 : Akumu no erebêtâ (TV)
- 2007 : Kyôto chiken no onna (série télévisée) : Kiyoshi shirai
- 2012 : Shokuzai (série télévisée)
- 2013 : GTO: The Graduation Special (TV)
- 2013 : Rusutaku no jiken: Naze tsuma wa korosaretaka (TV) : Noboru takase
- 2013 : Doubles: Futari no keiji (série télévisée) : Makino
- 2014 : Ashita, mama ga inai (série télévisée)
- 2014 : Iryû sôsa (TV)
- 2014 : Aoi honô) (série TV)
- 2014 : Endless Affairs (feuilleton télévisé)
- 2014 : First Class (série télévisée)
- 2014 : Matching Love (TV)
- 2015 : Doctors: Saikyô no meii (2015 Special TV)
- 2015 : Fukushû Hôtei (TV)
- 2015 : Tatakau! Shoten Girl (série TV) (en post-production)